# Od nowa (singel Julii Wieniawy)
Od nowa – trzeci singel polskiej piosenkarki Julii Wieniawy z jej drugiego albumu studyjnego, zatytułowanego Światłocienie. Singel został wydany 25 kwietnia 2025.

## Geneza utworu i historia wydania
Utwór napisali i skomponowali Julia Wieniawa, Jeremi Sikorski, Monika Wydrzyńska i Adrian Woronowicz, natomiast za produkcję piosenki odpowiadał Wolf House.
Singel ukazał się w formacie digital download 25 kwietnia 2025 w Polsce za pośrednictwem wytwórni płytowej Wieniawa Records w dystrybucji e-Muzyka. Piosenka została umieszczona na drugim albumie studyjnym Wieniawy – Światłocienie.
26 kwietnia 2025 utwór został zaprezentowany telewidzom stacji TVN w programie Mam talent!.

## Lista utworów
- Digital download[2]

1. „Od nowa” – 2:43

## Notowania

### Pozycje na listach sprzedaży
| Kraj   | Lista (2025)             | Najwyższa pozycja |
| ------ | ------------------------ | ----------------- |
| Polska | Billboard Poland Songs   | 10                |
| Polska | OLiS – single w streamie | 9                 |